# Netto-Energie-Laktation
Die Netto-Energie-Laktation (Abkürzung NEL; englisch Net energy content for lactation) ist zusammen mit einer Einheit für Energie pro Masse – meist Joule pro Kilogramm – die Kennzahl für den Energiegehalt von Tierfutter, der für die Milchproduktion (Laktation) umgesetzt werden kann. 

Berechnen lässt sich die NEL nach Kirchgessner und Keller (1981): 
NEL (in MJ/kg TM) = 9,23 − 0,105 × ADF (in %). 

Netto-Energie-Laktation (in Megajoule pro Kilogramm Futter-Trockenmasse) = 9,23 - 0,105 × Säure-Detergenz-Faser-Anteil (in Prozent)
Die Netto-Energie-Laktation ist immer kleiner als die gesamte verwertbare Energie, die sogenannte metabolische Energie (ME, englisch metabolizable energy).
Grünfutter hat zum Beispiel im Durchschnitt einen Energiegehalt von ca. 6,4 MJ NEL/kg TM, bzw. 10,5 MJ ME/kg TM. 